# Rosalia laeta
Rosalia laeta là một loài bọ cánh cứng trong họ Cerambycidae.